# 金银街2、4号民国建筑
金银街2、4号民国建筑原在中国江苏省南京市鼓楼区金银街2号和4号，今已位于南京大学鼓楼校区北园内西侧，均为建于20世纪30年代的花园式别墅，分别采用混合结构和砖木结构。其中2号曾在1946年12月至1948年3月被日本驻华大使馆租用，作为战犯冈村宁次协助中方处理战争善后事宜时的临时寓所。现状2号为南京大学中国思想家研究中心，4号为慈氏图书馆。